# Ніколас Антоска
Ні́колас Дж. Анто́ска (англ. Nicholas J. Antosca; нар. 23 січня 1983) — американський сценарист і продюсер кіно та телебачення, письменник. Автор і шоуранер телесеріалу-антології «Нульовий канал» (2016—2018). Також він був співавтором та шоуранером мінісеріалу Hulu «Вдавання» (2019) і мінісеріалу Netflix «Новий смак вишні» (2021).

## Кар'єра
Як телесценарист Антоска створив серіал-антологію в жанрі жахів під назвою «Нульовий канал» для каналу SyFy та кримінальну антологію «Вдавання» для Hulu. Також він був співпродюсером 13 епізодів горор-серіалу «Ганнібал».
Кілька років Антоска як сценарист співпрацював з письменником Недом Відзині, який помер 2013 року.
У січні 2020 року Syfy cхвалив створення телесеріалу «Чакі», заснованого на персонажі однойменної франшизи. Автор цієї франшизи Дон Манчіні був призначений виконавчим продюсером серіалу разом з Антоскою.
У листопаді 2019 року було оголошено, що Антоска разом із Ленор Ціон стане співавтором, сценаристом і виконавчим продюсером мінісеріалу «Новий смак вишні» від Netflix. Прем'єра шоу відбулася на платформі 13 серпня 2021 року.
2022 року Антоска виступив в ролі шоуранера, сценариста і виконавчого продюсера серіалу «Друг сім’ї» для Peacock.

## Фільмографія

### Телебачення
| Рік       | Назва              | Режисер | Продюсер   | Сценарист | Примітки                                           |
| --------- | ------------------ | ------- | ---------- | --------- | -------------------------------------------------- |
| 2012      | «Вовченя»          | Ні      | Ні         | Так       | штатний сценарист разом з Недом Відзині            |
| 2012      | «Остання надія»    | Ні      | Ні         | Так       | сюжетний редактор разом з Недом Відзині            |
| 2014      | «Вір»              | Ні      | Ні         | Так       | сюжетний редактор разом з Недом Відзині            |
| 2015      | «Гравець»          | Ні      | Так        | Так       | Співпродюсер                                       |
| 2015      | «Ганнібал»         | Ні      | Так        | Так       | Співпродюсер, співавтор сценарію до трьох епізодів |
| 2016-2018 | «Нульовий канал»   | Ні      | Виконавчий | Так       | Автор, шоуранер                                    |
| 2019      | «Вдавання»         | Ні      | Виконавчий | Так       | Співавтор, шоуранер                                |
| 2021      | «Новий смак вишні» | Так     | Виконавчий | Так       | Співавтор, шоуранер, режисер одного епізоду        |
| 2021-2024 | «Чакі»             | Ні      | Виконавчий | Ні        |                                                    |
| 2022      | «Кенді»            | Ні      | Виконавчий | Так       | Співавтор                                          |
| 2022      | «Друг сім'ї»       | Ні      | Виконавчий | Так       | Автор, шоуранер                                    |

#### Сценарій для фільмів
- «Ліс привидів» (2016)
- «Ненаситний» (2021)
- «Веріті» (2026)

## Нагороди
- Премія Ширлі Джексон 2009 року за найкращу повість: Midnight Picnic

## Зовнішні посилання
- Ніколас Антоска на сайті IMDb (англ.)
- "Predator Bait" – short story from n+1
- Interview at The Short Form